# Tyrol Auret
Tyrol Auret (Johannesburg, 19 februari 1976) is een Zuid-Afrikaans golfprofessional, die actief is op de Sunshine Tour.

## Loopbaan
In 2000 werd Auret een golfprofessional en speelde op de Sunshine Tour. In juni 2003 behaalde Auret zijn eerste profzege op de Sunshine Tour door de Canon Classic te winnen. Hij won toen de play-off van Warren Abery. Hij was ook tijdelijk actief op de Europese PGA Tour, maar hij behaalde daar geen successen.

## Prestaties

### Professional
Sunshine Tour
| Nr. | Datum       | Toernooi      | Score        | Score | Info                             |
| --- | ----------- | ------------- | ------------ | ----- | -------------------------------- |
| 1   | 7 juni 2003 | Canon Classic | 65+68+67=200 | –13   | Won de play-off van Warren Abery |